# 天ぬき
天ぬき・天抜き（てんぬき）は、天ぷら蕎麦（天ぷらを載せたかけそば）から蕎麦を抜いたもの。「天ぷら蕎麦の蕎麦ぬき」の略。蕎麦屋で使われる江戸っ子言葉の一種。単に「ぬき」ともいう。

## 背景
天抜きが注文される背景としては、たとえば蕎麦屋で酒（日本酒など）のつまみに天ぷら蕎麦を頼むと、飲んでいるうちに蕎麦がのびてしまうため、打ち立ての旨さを味わえないという具体的な理由に加え、「酒を飲んでいる時には腹にたまるものは食べたくない」という酒飲み独特の美学的要素が考えられる。
また、「鴨抜き（鴨南蛮の蕎麦抜き）」、「おかめ抜き（おかめ蕎麦の蕎麦抜き）」、「カツ丼の台抜き（カツ丼のご飯抜き）」などもある。また、天ぷら蕎麦の蕎麦を「台」と見做して天抜きを「台抜き」と呼ぶこともある。
なお「天ぬき」という言葉は全国的に通じる言葉ではなく、地域・店によっては「天ぷらそばから天ぷらを抜いた蕎麦」（＝かけそば）が提供される場合もあるため、注文の際に注意が必要である。

## 天ぷら屋と蕎麦屋
蕎麦屋と天ぷら屋では、天ぷら用の粉に違うものが用いられることがある。天ぷら屋では素材の食感を表現するために薄力粉で衣をつくり、蕎麦屋ではつゆの染みがいいように強力粉でつくるという考え方がある。ただし、それは蕎麦屋が天ぷらを「莫（ばく＝揚げ置き）」で供している場合のことであり、客の注文に応じて都度揚げる高級店ではその限りではない。
揚げ方も異なるともされ、蕎麦屋では汁を吸ってうまくなるように工夫して汁を十分に吸ったものが、燗酒に合うともされる。

## 天抜き十年
かつての「天ぬき」は裏メニューであり、俗に「同じ蕎麦屋に10年は通って主人と顔なじみにならないと、蕎麦を抜いてとは言いにくい」ためにできた言葉とされる。
ただし2015年現在は、通常メニューに「天ぬき」を載せている蕎麦屋も増えてきているほか、富士そばなど一部の立ち食いそばでもレギュラーメニューとして「天ぬき」を提供するようになった（ただし、富士そばでは小皿に天ぷらを乗せ、汁を少量かける形式）ため、「天抜き十年」という表現は死語化しつつある。

## たぬき
蕎麦やうどんに天かすを入れたものを「たぬき」と呼ぶが、この語源の1つに天かすを「天ぷらの「タネ」を入れない≒タネを抜いた揚げ物」として「種ぬき」「タネ抜き」の転訛とする説がある。
上述の「ぬき」の定義からすると、「たぬき」から蕎麦を抜いた「たぬき抜き」も存在し得るわけだが、酒の肴とはなりにくいためか、一般的ではない。

## 天吸い
酒を飲みながらの天ぬき食文化は、江戸に近い関東地方だけではなく、他の地方にも伝わった。関西方言では、これを「天ぷらの吸い物」という意味から「天吸い（てんすい）」と呼ぶことがある。同様に「鴨抜き」は「鴨吸い」、「おかめ抜き」は「おか吸い」とも呼ばれることがある。
また、かけそばや素うどんは、「すは（素は）鎌倉」の語呂から「かまくら」と呼ばれることもある。